# 埃马努埃尔·波加特茨
伊曼紐·保加迪斯（德語：Emanuel Pogatetz，1983年1月16日—）奧地利職業足球員，擔任後衛，現效力德乙球會柏林联。

## 足球事業
保加迪斯的足球事業始於格拉茨風暴，之後效力克恩頓，2002年轉至利華古遜。在利華古遜間曾被外借至阿勞、格拉茨AK和莫斯科斯巴達克。保加迪斯於2005年決定轉會至英超中游球隊米杜士堡。
在歐洲足協盃半準決賽米杜士堡對巴素利的賽事中，保加迪斯與對手柏歷碰撞，他的鼻骨、頰骨被意外撞斷，一度可能影響視力，幸好接受手術後成功重整斷骨。手術後，保加迪斯需在一個月內停止運動，三個月內停止進行完全足球練習，以助康復，他亦因此提早結束賽季。2007年7月4日，保加迪斯手術後完全康復，重新回到訓練。2010年6月2日於季約滿的保加迪斯重返德甲加盟漢諾威96。2012年6月20日，保加迪斯加盟禾夫斯堡，但是只出賽8場，便於2013年1月28日外借至英超球隊韋斯咸。
保加迪斯是奧地利國家隊的主力，在2008年歐洲國家盃3場賽事悉數上陣。

## 榮譽
克恩頓;
- 奧地利盃：2001年

格拉茨AK
- 奧地利足球超級聯賽冠軍：2004年
- 奧地利盃：2004年

## 外部連結
- 普加迪斯個人網站 （页面存档备份，存于）
- soccerbase 普加迪斯數據